# Majada

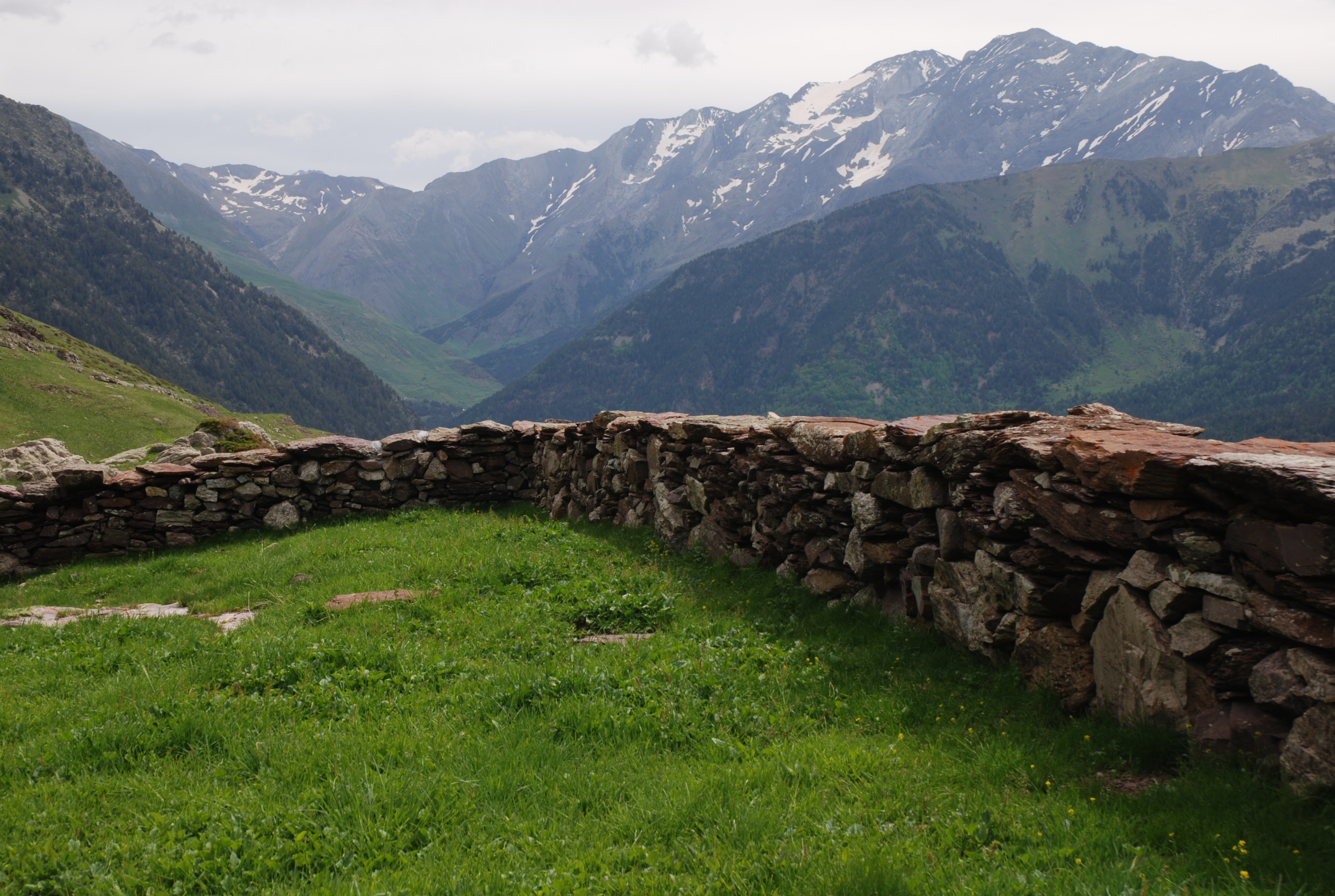
Majada en el valle de Chistau en el Alto Cinca (Aragón, España)

Una majada (también mallata en aragonés, del latín *MACULĀTA) es un paraje en medio del campo o de la montaña que sirve como refugio del pastor y de su ganado por las noches durante las épocas del pastoreo y de la trashumancia, cuando ya ha pasado el invierno y se acerca el verano. Se compone de una o varias casas pequeñas o chozas que sirven de cobertizo al ganado y acondicionadas como refugio para el pastor, rodeadas por una cerca, normalmente de piedra, que hace las veces de corral. Se suelen situar en zonas donde el agua, los pastos y el alimento son abundantes y los animales puedan estar suficientemente abastecidos. Normalmente no se encuentran aisladas sino reunidas en pequeñas agrupaciones, dando lugar algunas de ellas a numerosas localidades españolas, las cuales han tomado el nombre de la propia construcción, como es el caso de Majadas de Tiétar (Cáceres), Las Majadas (Cuenca), Majaelrayo (Guadalajara) o Majadahonda (Madrid).

## Majadeo

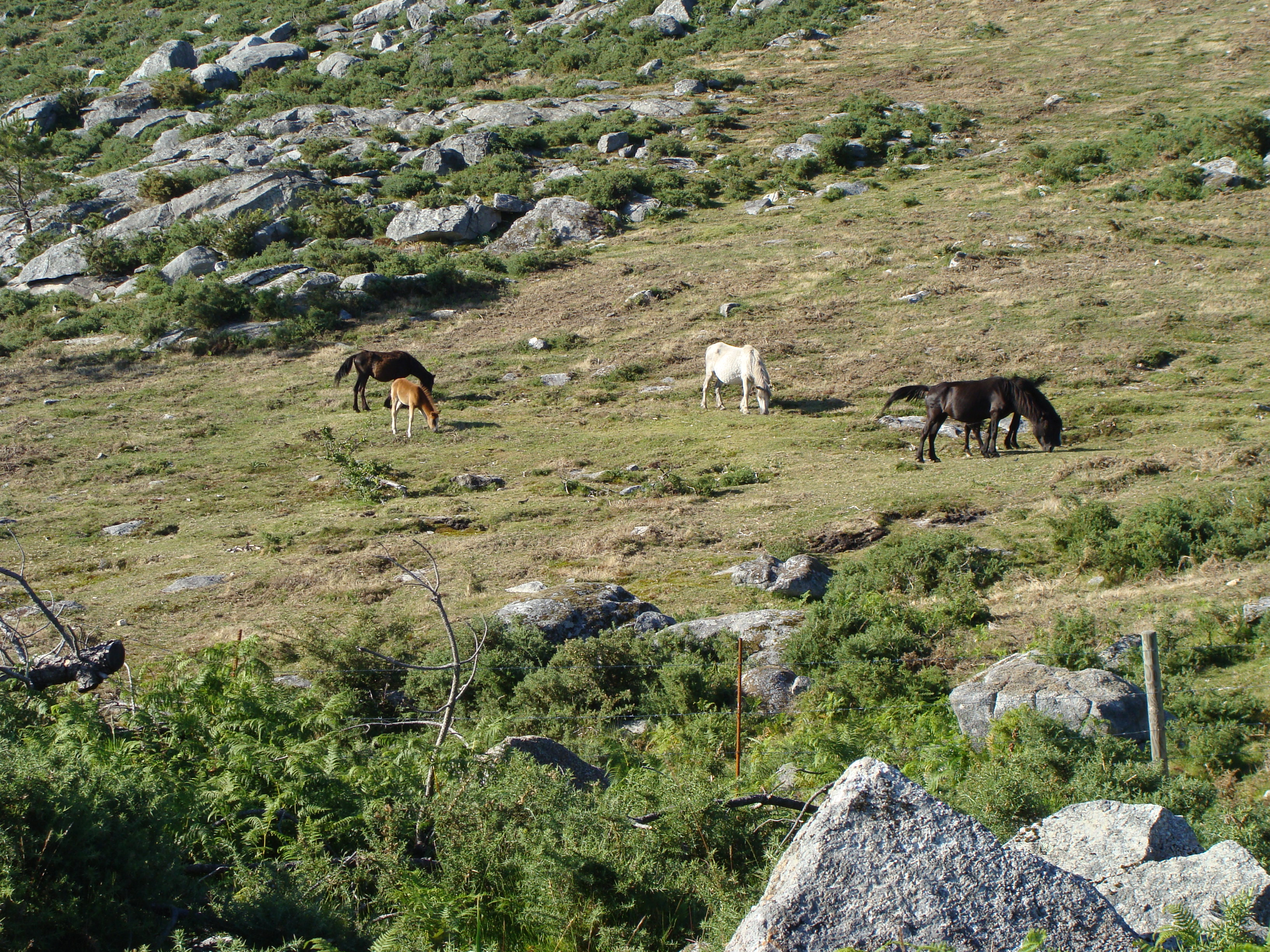
Caballos pastando en las proximidades de la carretera que conduce al mirador de la Curota, en la Serra de Barbanza (La Coruña, España).

Esta práctica ancestral en España e Iberoamérica, también llamada "redileo" o "sirle", consiste en hacer dormir al ganado durante una sola noche en una parcela acotada por una red o cualquier otro recurso fácil de transportar. A la noche siguiente se mueve el cercado hacia otra parcela contigua, y así sucesivamente hasta conseguir que el ganado haya dormido en toda la superficie de la majada. Normalmente se le asigna a cada oveja un espacio de un m² dentro del cercado. Con esta práctica se persigue fertilizar el terreno y estimular la producción de humus, así como enriquecer su composición en plantas de alta productividad, como las leguminosas. Se consiguen unos valores equivalentes hasta a aplicar 10 tn de estiércol/ha.
Esta práctica tradicional, aunque resulta un ejemplo claro de explotación sostenible, ha entrado en crisis en los últimos años, en gran medida por el abandono que sufre la práctica de la trashumancia en España, aunque también por el cambio de uso de las zonas de puertos de oveja a vaca (especialmente de razas no autóctonas), que implica una sobrecarga de los delicados pastos de altura.
En algunos casos, en España, se emplea el término  majada, por extensión, no al lugar donde se retira o guarda el ganado, sino al rebaño propiamente dicho. Así, Camilo José Cela, en su Viaje a a la Alcarria dice:

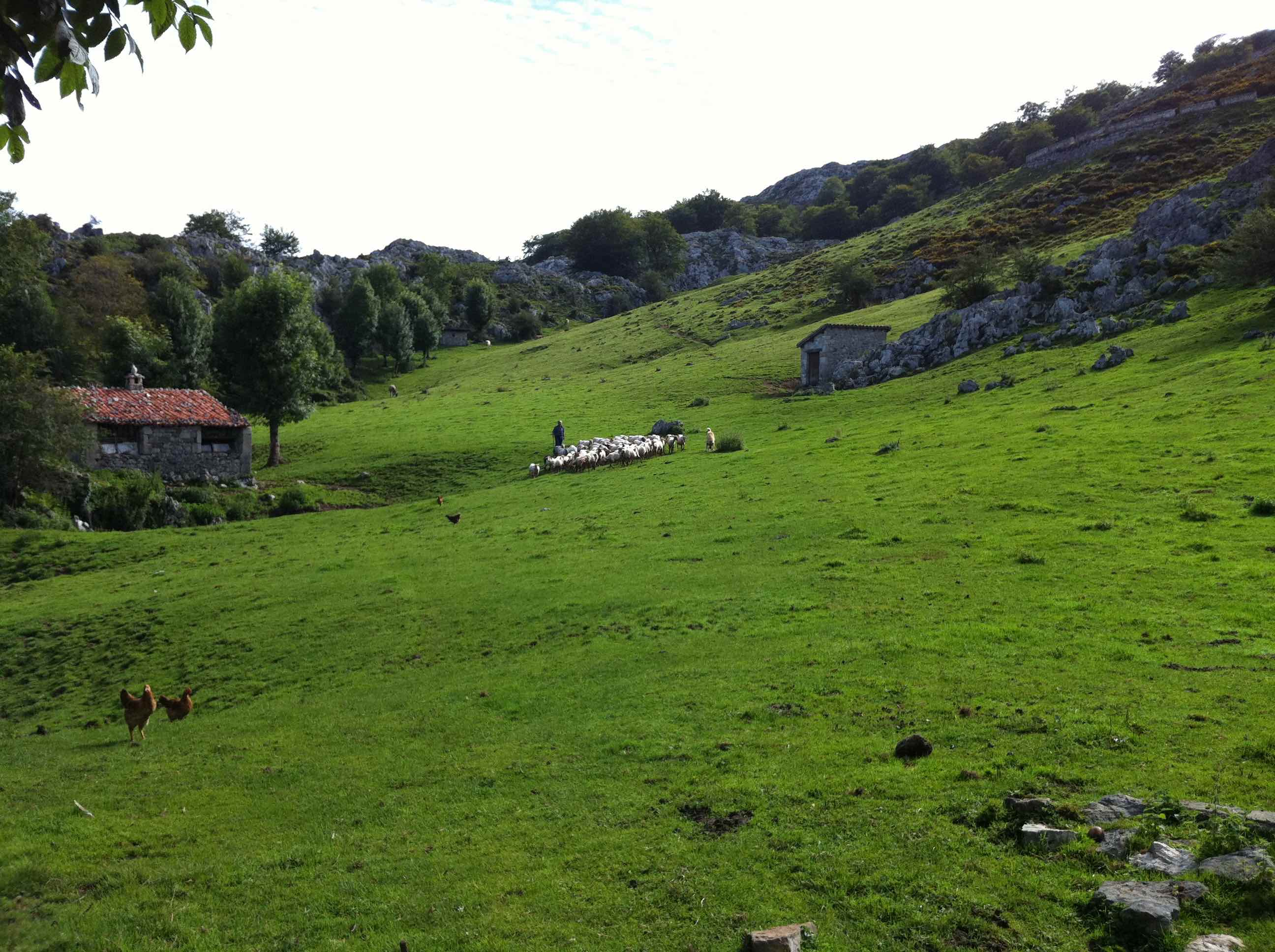
Majada con actividad quesera "de estada" (permanente) durante los meses de verano en el puerto de la Montaña de Covadonga, Cangas de Onís, Asturias, España.

Un pastor guarda la majada en el hocino de un arroyo
Camilo José Cela.

## Majadas en Los Picos de Europa, España
Las majadas constituyen el elemento principal del asentamiento ganadero en los espacios altos de pasto o puertos de Los Picos de Europa. En ellas, se recoge el rebaño diariamente para ser atendido, ordeñado y salvado del lobo o del extravío. El nombre de “majada” procede del término antiguo “maglia” (malla), red con la que se recogían las reses durante la noche, aunque en la región se nombra como majada a todo espacio relativamente llano y con pasto abundante, nucleado por una o varias cabañas, corrales y fresnos que lo arropan todo con su sombra y cuyas ramas, podadas en otoño, aportan hoja y alimento cuando el pasto comienza a escasear.
La arquitectura de majada dispone las cabañas (alojamiento humano) y las cuerres o cortes (corrales para el ganado) de acuerdo con el sol, los puntos de agua o el abrigo. Todos los volúmenes son contenidos y el interior de las cabañas, hecho de penumbra y de madera, está constituido por el espacio justo para el pastor: el llar (lar, lugar del fuego), el tuérzanu, sosteniendo el pote sobre las brasas, las talameras (estanterías) en las que se ahuma el queso, los gavitos (ganchos) de los que cuelgan todos los útiles y el camastro, al fondo, para los momentos de descanso.
Con diversos tamaños y superficies, pues algunas majadas fueron en su día verdaderas aldeas, y muchas otras el asentamiento de una familia o pastor, se contabilizan más de seiscientos enclaves ganaderos en el conjunto de Los Picos de Europa. En las primeras décadas del siglo XXI, apenas media docena de majadas registran pastoreo "de estada" (con permanencia del pastor de mayo a octubre y elaboración de queso), en franco retroceso desde mediados del siglo XX, cuando cientos de pastores amajadaban los meses de buen tiempo en los puertos de Los Picos de Europa.

## Majadas en los Llanos colombo-venezolanos
La obra de Fernando Calzadilla Valdés titulada Por los Llanos de Apure hace una amplia referencia a la importancia de la majada en la ganadería llanera durante el siglo XIX, en un artículo periodístico publicado originalmente en 1929 en el Boletín de la Cámara de Comercio de Caracas e incluido en dicha obra. Calzadilla Valdés hace referencia a las majadas como los lugares donde se reúne el ganado casi espontáneamente y define el término majadear simplemente como "reunirse el ganado". No se trata de una serie de corrales y construcciones como ocurre en España sino simplemente de los lugares donde tanto el ganado equino por un lado, como el vacuno por otro se reúnen para descansar o pasar la noche, pero suele tratarse en ambos casos de animales gregarios que viven libres en la sabana. En España la elección de las majadas no es algo espontáneo, sino que las hacen los pastores.
Pero incluso en España, cuando se trata de caballos y vacas pastando en zonas amplias y libremente, también tienen sus lugares favoritos para reunirse, como puede verse en la cría de caballos en libertad en varias áreas amplias de Galicia. Y en el caso del ganado vacuno, las majadas se emplean para descansar y rumiar el alimento ingerido previamente.
Por otra parte, en el caso de Venezuela, el origen de la palabra majada está en el significado original que tiene esta palabra en castellano (pisada, machacada) porque es un área acondicionada por las propias pisadas del ganado.
Por último, existen en los grandes hatos o haciendas ganaderas venezolanas majadas construidas por los propios ganaderos a la entrada de unos corrales muy amplios denominados potreros. Se trata de un área alargada (Calzadilla afirma haber conocido una majada de unos dos km de longitud) con una sola cerca hacía el lado que tiene acceso a los potreros. El objeto de esta majada alargada está en concentrar al ganado para realizar labores diversas de selección, conteo, marcaje y muchos otros. Se conduce el ganado hacia la cerca y se le hace desfilar ante la misma dejándole un espacio angosto para poder contar las reses o caballos para la venta o para seleccionarlos y destinarlos a algún potrero previamente acondicionado. Cuando se realiza el conteo de las reses, tradicionalmente se usaba una "tarja" o tira de cuero en la que las personas encargadas ubicadas en la cerca hacían unas muescas para llevar el registro de las reses, lo cual resulta necesario por la enorme cantidad de ganado que puede llegar a tener un hato de gran tamaño como en el Hato La Candelaria, donde se contaron 18.637 becerros en un conteo para el marcaje, es decir, para la hierra.

### Majadas colombo-venezolanas y folklore
Un uso muy importante de las majadas en los Llanos colombo-venezolanos es la reunión de las vacas para el ordeño en horas del amanecer. Las tareas del ordeño siguen un proceso ya ancestral (cada vez de menor importancia por el desarrollo de la tecnología y las tareas mecánicas para el ordeño de las vacas lecheras) que sigue los siguientes pasos:
1. Las vacas con la crías ya destetadas se siguen ordeñando para la producción del conocido queso llanero. Ello obliga a que una parte de las vacas de la manada se concentren en la majada al amanecer y esperan ser llamadas en el turno de ordeño.
2. Dichas vacas son llamadas por su nombre en las canciones de ordeño, muy famosas en los llanos y que han sido resaltadas por muchos cantantes, en especial Simón Díaz. Estas canciones suelen tener una estrofa de cuatro o más versos y cada una de ellas termina con el nombre de la vaca referida, la cual entra al chiquero o a un simple caney de ordeño respetando rigurosamente el orden establecido en dichas canciones. Fernando Calzadilla Valdés nos da numerosos ejemplos de dichas canciones

#### Mario Suárez y Los Torrealberos
Entre las numerosas canciones llaneras interpretadas por Mario Suárez con Juan Vicente Torrealba y sus Torrealberos, se destaca Campesina, en la que hace referencia al término majada. Sin embargo, hay que señalar que en versiones de otros artistas se cambia el término majada por el de vacada (que, en este caso, son casi sinónimos). Puede disfrutarse de esta típica canción llanera en YouTube.

#### Ricardo Vilca y su majada de sueños
Un ejemplo interesante del folklore en torno a las actividades ganaderas y específicamente a la majada es el de Ricardo Vilca y sus amigos con su composición Majada de sueños. Ricardo Vilca fue un compositor y maestro de Jujuy (Argentina)